# Gabass
Gabass (ou Gabas, Ouagza Gabas, Wagza Gabas, Ouagza, Wagza) est une localité du Cameroun située dans le département du Mayo-Tsanaga et la région de l'Extrême-Nord, dans les monts Mandara, à proximité de la frontière avec le Nigeria. Elle fait partie de la commune de Koza  et du canton de Gaboua.

## Géographie
Gabass se trouve dans la zone de plaine du territoire de la commune.

## Population
En 1966-1967, Wagza comptait 186 habitants, pour la plupart des Mineo.
Lors du recensement de 2005, on a dénombré 2 985 personnes à Gabass.